# Paul Roux (Afrique du Sud)
Paul Roux est un village situé dans la province de l'Etat Libre en Afrique du Sud. Baptisé en l'honneur du révérend Paul Roux, il est situé sur la route nationale 5 au sud de Bethlehem. 

## Historique
Paul Roux a été fondé en 1909 comme poste de ravitaillement (et de changement de chevaux) sur la route du chemin postal entre Winburg et Harrismith. Une église y est construite en 1914.

## Démographie
Selon le recensement de 2011, Paul Roux compte 437 résidents principalement issus de la communauté blanche (81%). Les habitants de la ville sont à 81 % de langue maternelle afrikaans.
La banlieue de Paul Roux comprend le township de Fateng Tse Ntsho, 5 715 résidents (98 % de noirs), ce qui en fait la plus dense localité de la zone rurale de Paul Roux peuplée au total de 6 152 habitants à majorité noire (91,6%) et de langue sesotho (88,2%).

## Économie
Le district de Paul Roux est rural. Sa principale industrie est la production de bois pour allumettes.

## Personnalités liées à la ville
- Pieter Botha, né à Paul Roux
- Hennie Potgieter, né à Paul Roux